# 李升 (洪武進士)
李升，字仲高，福建省福州府福清縣（今屬福州市）人。明初官員。
洪武三年（1370年），明朝首開鄉試，李升中式庚戌科福建鄉試第一名舉人。洪武四年（1371年）辛亥，聯捷吴伯宗榜三甲進士。官山東新泰縣縣丞。

## 參看
- 明朝解元列表